# Liechtensteinisches Landesspital

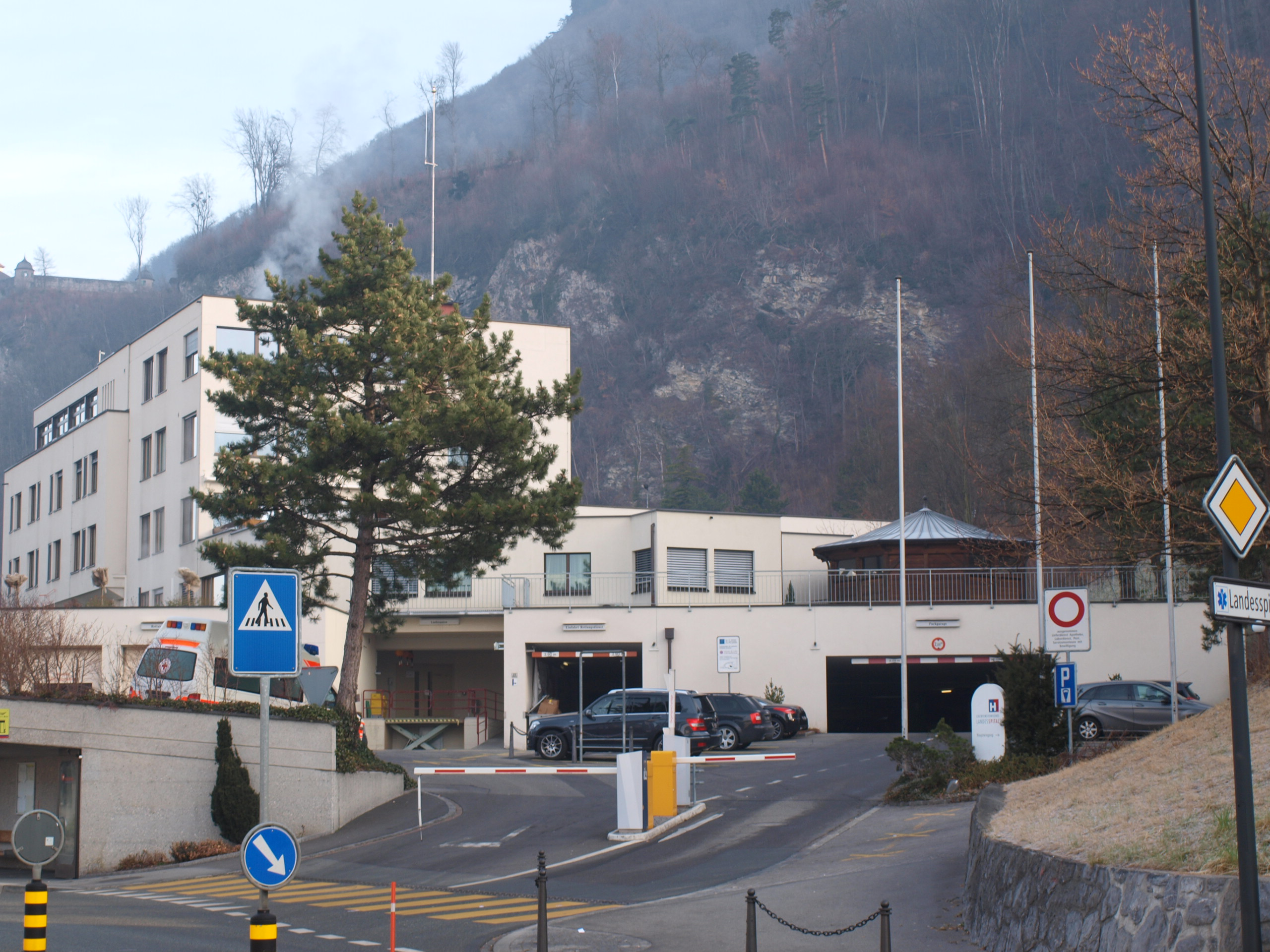
Liechtensteinisches Landesspital – Sicht von Südosten

Das Liechtensteinische Landesspital (LLS) ist das einzige öffentliche Krankenhaus im Fürstentum Liechtenstein. Es hat den Sitz in Vaduz und ist als selbständige Stiftung des öffentlichen Rechts organisiert.

## Geschichte

### Anfänge
Die Geschichte des Spitales ist eng verknüpft mit der allgemeinen Versorgung von Armen und Kranken in Liechtenstein. So entstanden ab den 1820er Jahren verschiedene Pläne für den Bau eines liechtensteinischen Spitales, welche jedoch an finanziellen oder politischen Hürden scheiterten. Schliesslich wurde auf Beschluss des liechtensteinischen Landtages der Aufbau einer dezentralen medizinischen Versorgung in Form von Bürgerheimen ab der zweiten Hälfte des 19. Jahrhunderts beschlossen. Im Zuge dieses Ausbaus entstand im Jahr 1892 auch in Vaduz ein Bürgerheim. Dieses wurde vom Landesphysikus Felix Batliner gegründet und die Pflege der Patienten erfolgte in Zusammenarbeit mit den Barmherzigen Schwestern Zams. Das Bürgerheim wurde Anfang der 1920er Jahre zu einer Krankenabteilung und einer Geburtsstation ausgebaut. In den folgenden Jahren erfolgte ein weiterer Ausbau – u. a. mit einem Operationssaal.

### Ausbau und Umstrukturierungen

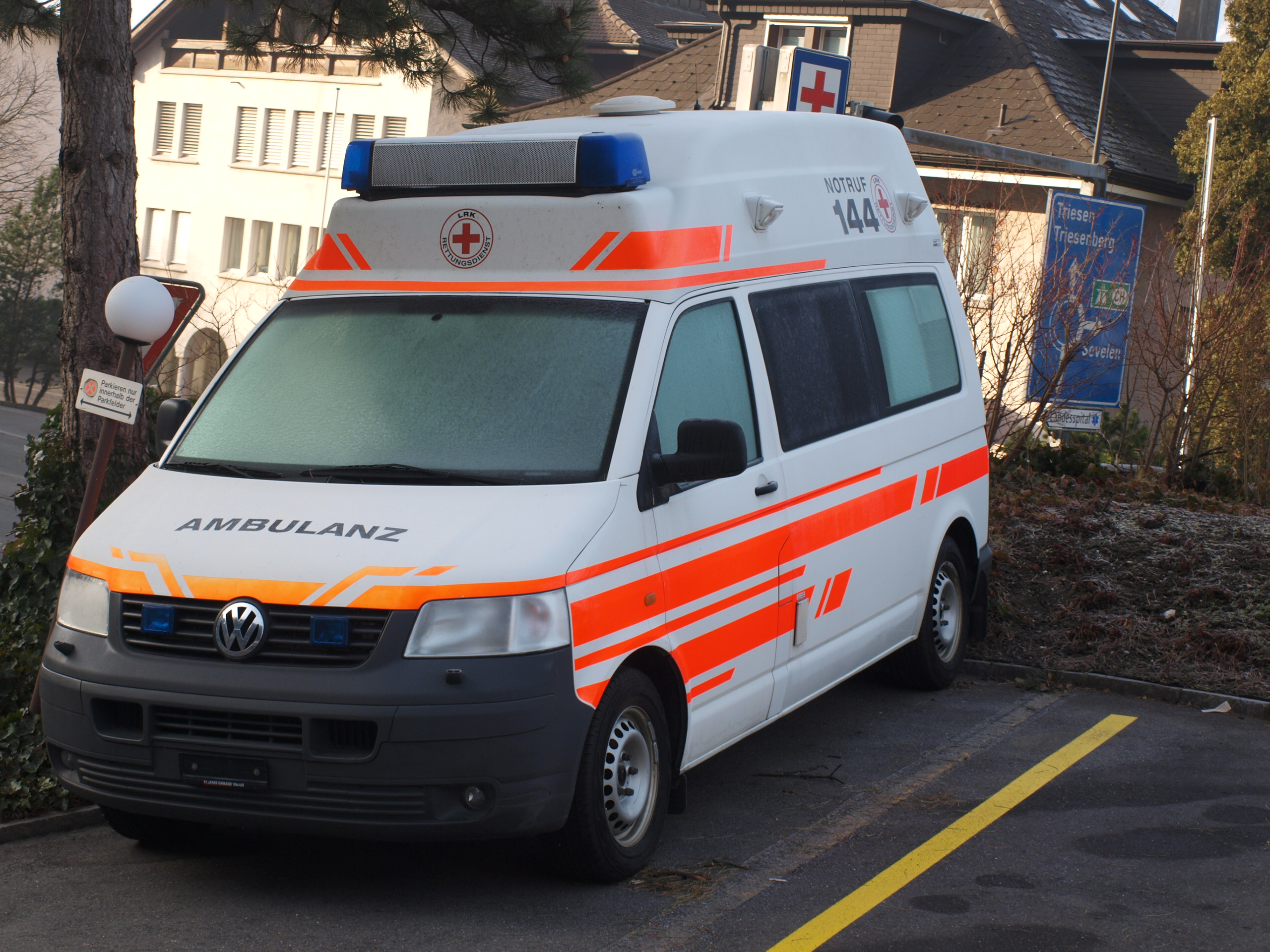
Ehemaliges Rettungsfahrzeug des Liechtensteinischen Roten Kreuzes

Im Jahr 1956 sprach sich der Landtag für den Neu- bzw. Ausbau des Spitales aus, dessen Umsetzung aber erst nach einer Volksabstimmung auf Gemeinde- sowie Landesebene in den Jahren 1977 bis 1981 erfolgte. Im Jahr 1971 wurde zudem vom Liechtensteinischen Roten Kreuz ein eigentlicher Rettungsdienst ins Leben gerufen, wobei das Land Liechtenstein bereits seit 1955 im Besitz eines Rettungsfahrzeuges war.
Zu Beginn des Jahres 2000 ging das Spital per Gesetz vom Besitz der Gemeinde Vaduz in Landesbesitz über, welches seither als Stiftung des öffentlichen Rechtes gilt. Zugleich wurde der Name von „Krankenhaus Vaduz“ in „Liechtensteinisches Landesspital“ geändert.
In den folgenden Jahren wurden wiederum verschiedene Um- bzw. Anbauten umgesetzt – so beispielsweise im Jahr 2004 mit der Errichtung eines neuen Bettentraktes sowie 2009 mit der Inbetriebnahme eines Magnetresonanztomographen (MRI).

### Gescheiterte Neubaupläne 2011
Aufgrund des relativ hohen Alters der Gebäude sowie im Hinblick auf die demographische Entwicklung wurde von der liechtensteinischen Regierung ein Projekt für einen Neubau des Liechtensteinischen Landesspitales ausgearbeitet. Dabei sollte bei einem Gesamtverpflichtungskredit von 83 Mio. Franken ein neues Spital am gleichen Standort errichtet werden.
Nachdem der Liechtensteinische Landtag dem Verpflichtungskredit zugestimmt hatte, ergriff ein überparteiliches Komitee das Referendum. Bei der Volksabstimmung vom 28./30. Oktober 2011 wurde der Kredit mit einer Mehrheit von 58,1 % abgelehnt.
Bei einer Abstimmungsanalyse zeigte sich, dass die überwiegende Mehrheit der Bevölkerung zwar ein eigenes Spital wünschte, aber Veränderungen in der Kooperation, sowie im Betriebsmodell (Hybridmodell: Chefarzt- und Belegarztmodell) anzustreben seien. Gleichzeitig zeigte sich, dass die Investitionskosten in der Höhe von rund 83 Mio. Franken nicht primär ausschlaggebend waren.

### Neuausrichtung
Als Folge der Ablehnung des Verpflichtungskredites für einen Neubau wurden von den Verantwortlichen des Liechtensteinischen Landesspital sowie der Regierung verschiedene Neuerungen bzw. Änderungen beschlossen. Neben personellen Veränderungen (Stiftungsrat, Spitalleitung) wurden drei zentrale Elemente bei der Neukonzeption verfolgt. So soll anhand des sogenannten «Zürcher Modells» feste Regeln hinsichtlich Betrieb und Organisation verfolgt werden, und damit eine hohe Qualität garantiert werden. Zugleich wurde der Beschluss gefasst, neu ein hybrides Betriebsmodell als Kombination von Chefarzt- sowie Belegarztspital einzurichten. Ausserdem wurde eine vertikale Kooperation mit einem Zentrumsspital angestrebt.
Als Zentrumsspital wurde im Januar 2014 das Kantonsspital Graubünden in Chur ausgewählt, da dieses laut der Spitalleitung den Bedürfnissen des Landesspitales sowie der Bevölkerung am besten entsprechen würde. Zudem sind verschiedene bauliche Massnahmen umgesetzt worden: So wurde beispielsweise eine neue Notfallstation errichtet, die Operationssäle sowie die Zentralsterilisation renoviert und der Helikopterlandeplatz saniert.
Im Jahr 2014 wurde aber auch der Entschluss gefasst, die Geburtenabteilung zu schliessen: Der Weggang von drei Belegärzten im Bereich der Gynäkologie hätte eine Neuorganisation der Geburtshilfe notwendig gemacht. Obwohl verschiedene Szenarien geprüft wurden, konnte gemäss Spitalleitung keine den Qualitätsansprüchen genügende Lösung gefunden werden.
Die Spitalleitung betonte jedoch auch, dass eine Wiedereröffnung der Geburtenabteilung in Zukunft geprüft werden könnte. Voraussetzung dafür wäre – neben den Räumlichkeiten – ein entsprechender Ausbau der Chirurgie (inklusive Anästhesie), um die Qualitätsanforderungen erfüllen zu können. Mit der Anstellung von leitenden Ärzten im Bereich der Chirurgie sowie Anästhesie wurden dahingehend erste Schritte unternommen.

### Schlüsselrolle während der COVID-19-Pandemie
Nachdem die COVID-19-Pandemie in Liechtenstein seit März 2020 als Teil der weltweiten COVID-19-Pandemie auftrat, die im Dezember 2019 in der Volksrepublik China ihren Ausgang nahm, kam dem Landesspital schnell eine Schlüsselrolle im Land zu. Das Spital richtete für Verdachtsfälle ein Beratungstelefon unter der Nummer +423 235 45 32 ein. Die Hotline ist von Montag bis Freitag von 8:00 bis 18:00 Uhr erreichbar. Positiv auf das Virus SARS-CoV-2 getestete Liechtensteiner werden in Heimquarantäne und bei schweren Verläufen im staatlichen Krankenhaus isoliert. Die erste Person wurde am 3. März unter Quarantäne gestellt. Bis zum 23. März 2020 stieg die Zahl der Infizierten auf 51 in Liechtenstein wohnhafte Personen. Bis zu diesem Tag wurden beim Landesspital bereits 750 Corona-Verdachtsfälle getestet.
Am 23. März 2020 gab die Regierung von Liechtenstein mehrere Maßnahmen im Gesundheitssystem bekannt. Da aufgrund der steigenden Fallzahlen im Land auch mit weiteren schweren Krankheitsverläufen gerechnet werden müsse, wolle man neben den bisherigen Betten im Liechtensteiner Landesspital weitere Kapazitäten im Haus St. Peter und Paul schaffen, um sich auf diese Situation vorzubereiten. Ebenfalls solle eine „Drive-Through-Testanlage“ eingerichtet werden, mit der man Verdachtsfälle in Liechtenstein besser testen könne. Bislang fand die Probenentnahme für Labortests im Landesspital statt. Nach telefonischer Voranmeldung können die zu testenden Verdachtsfälle zukünftig mit ihrem eigenen Auto für die Probenentnahme erscheinen und während des Testvorgangs im Wagen sitzen bleiben. Das Spital könne sich so besser auf den regulären Betrieb konzentrieren. Zusätzlich zu den bestehenden Beatmungsgeräten im Landesspital wurden im Zuge der Corona-Krise im März 2020 fünf weitere Beatmungsgeräte angeschafft. Falls es die Lage erfordere, wolle man darüber hinaus noch weitere Beatmungsplätze im Spital einrichten.

## Geplanter Neubau
Obwohl in den vergangenen Jahren die Infrastruktur des Landesspitals in verschiedenen Bereichen erneuert wurde, blieben verschiedene strukturelle Mängel bestehen (z. B. Zufahrt, Patientenzimmer, technische Installationen). Dieser Umstand veranlasste die Regierung unterschiedliche Varianten für eine umfassende Erneuerung des Spitals zu prüfen, wobei diese zum Schluss kam, dass ein Neubau an einem neuen Standort die beste Lösung darstelle.
Der Landtag hatte sich im Februar 2019 erstmals mit den Neubauplänen auseinandergesetzt: Dabei war einerseits weitgehend unbestritten, dass Liechtenstein weiterhin ein eigenes Spital haben sollte. Andererseits wurde eine umfassende Sanierung bzw. Erweiterung des bestehenden Gebäudes sowie ein Neubau am bestehenden Standort auch vom Landtag als nicht zielführend beurteilt.
Stattdessen wurde die Regierung beauftragt einerseits eine allfällige Umnutzung eines leerstehenden Privatklinikgebäudes zu prüfen und andererseits einen Neubau an verschiedenen in Frage kommenden Standorten näher zu untersuchen.
Im Juli 2019 legte die Regierung dem Landtag einen Finanzbeschluss für den Neubau eines Landesspitals auf dem sogenannten «Wille-Areal» in der unmittelbaren Nähe zur Alten Rheinbrücke Vaduz-Sevelen vor. Projektiert wurde ein Spital mit 43 Betten (alle in Einzelzimmern), wobei auch Flächen für eine Geburtenstation vorgesehen wurden. Die Gesamtkosten des Projekts sollen sich dabei auf 72,5 Mio. Franken belaufen, wobei sich die Gemeinde Vaduz bereit erklärt hatte, einen Beitrag von 7 Mio. Franken aus einem von der Gemeinde verwalteten Spitalbaufonds beizusteuern.
In der Sitzung vom 5. September 2019 stimmte der Landtag mit 17 Ja-Stimmen mehrheitlich dem Kredit zu. Zudem beschloss der Landtag einstimmig die Durchführung einer Volksabstimmung. Am 24. November 2019 genehmigte schliesslich auch die liechtensteinische Stimmbevölkerung mit einem Ja-Anteil von 56,2 % den Kredit für den Neubau. Der Bezug des neuen Gebäudes ist für das Jahr 2025 geplant.

## Organisation
Die Stiftungsorgane sind gemäss Art 7 LLSG:
- der Stiftungsrat;
- die Spitalleitung;[38]
- die Revisionsstelle.

Der Hauptzweck ist gemäss Art 2 LLSG die Führung eines Landesspitals. Dabei kann die Stiftung alle mit diesem Zweck in Zusammenhang stehenden Tätigkeiten ausüben, insbesondere ist die medizinische Grundversorgung für die liechtensteinische Bevölkerung sicherzustellen. Die Stiftung steht im Eigentum des Fürstentums Liechtenstein und untersteht gemäss Art 78 Abs. 4 LV der Oberaufsicht der Regierung.

## Aufgaben
Die Regierung definiert in Form eines Leistungsauftrags an das Landesspital die zu erbringenden Leistungen und die Anforderungen bezüglich Qualität und Wirtschaftlichkeit der Leistungserbringung. Die Definition des Leistungsauftrags erfolgt unter Berücksichtigung der mit den umliegenden Vertragsspitälern getroffenen Leistungsvereinbarungen.
Es wird zwischen „minimalen Leistungen“ (Mindestleistungsumfang), „optionalen Leistungen“ sowie „ausgeschlossenen Leistungen“ unterschieden: Zu letzterem gehören Leistungen (z. B. invasive Kardiologie, Herzchirurgie, Organtransplantationen), welche das Landesspital nicht anbieten darf. Optionale Leistungen (z. B. Orthopädie, Urologie) hingegen dürfen vom Stiftungsrat in das Leistungsangebot aufgenommen werden, wenn die Leistungen qualitativ hochstehend und wirtschaftlich sind sowie das bestehende Angebot sinnvoll ergänzt wird.
Es bestanden bzw. bestehen folgende medizinische Aufgaben und Angebote:
| bis 2008 | ab 2008 |
| --- | --- |
| Innere Medizin, dazu gehören Leistungen im Bereich der allgemeinen Inneren Medizin, der nicht interventionellen Kardiologie, der Pneumologie, der Gastroenterologie, der Rheumatologie und der medizinischen Onkologie, der Nephrologie ohne Dialysestation und der Infektiologie; | Innere Medizin, darunter Leistungen z. B. in der Kardiologie, der Pneumologie, der Gastroenterologie und der medizinischen Onkologie; Basisversorgung im Bereich der Infektiologie;                                  |
| allgemeine Pädiatrie; | Pädiatrie; |
| Ophtalmologie; | |
| Dermatologie; | Dermatologisches Angebot durch Belegärzte; |
| allgemeine Neurologie; | Neurologie; |
| Geriatrie und die Akutgeriatrie; | Geriatrie; |
| Psychiatrie und die Psychosomatik; | psychiatrische Versorgung im Sinne eines Kriseninterventionsangebotes; |
| Chirurgie, dazu gehören Leistungen im Bereich der allgemeinen Chirurgie. Die allgemeine Chirurgie umfasst den Grossteil der Bauchchirurgie, der Weichteilchirurgie, der peripheren Gefässchirurgie, der Unfallchirurgie, der Orthopädie und der Urologie;                          | Chirurgie mit Schwerpunkt Allgemein- und Unfallchirurgie; Orthopädische Chirurgie und Traumatologie des Bewegungsapparates; Urologie; Plastisch-rekonstruktive und ästhetische Chirurgie; Mund- und Kieferchirurgie; |
| Gynäkologie und die Geburtshilfe einschliesslich der Möglichkeit zur neonatologischen Erstbehandlung; | Gynäkologie; |
| Oto-Rhino-Laryngologie (ORL); | Oto-Rhino-Laryngologie (ORL); |
| Anästhesie einschliesslich der Schock- und Schmerzbehandlung, dem Aufwachzimmer und der Notfallstation mit zeitlich beschränkter Betriebsbereitschaft; | Anästhesie und Notfallversorgung mit 24 Stunden Vorhalteleistung für spitalexterner und -interner Notfälle; |
| Untersuchungen an der Leiche; | |
| forensische Medizin; | |
| konventionelle Radiologie und die sonographischen Untersuchungen sowie die Spitalsapotheke und das Routinelabor; | notwendige Supportbereiche z. B. mit Radiologie (u. a. konventionelles Röntgen, MRI, CT) und Labor; |
| Physio- und Ergotherapie sowie die Logopädie; | Physiotherapieangebote; |
| Vernetzung mit der Spitex. | stationäre Anschluss- und Übergangspflege; |
| | Palliativmedizin; |
| | Versorgung in besonderen bzw. ausserordentlichen Lagen. |

Das Liechtensteinische Landesspital hatte bis ins Jahr 2017 auch die Aufgabe, die Notrufnummer 144 zu betreiben. Seither ist der Sanitätsnotruf in die Landesnotruf- und Einsatzzentrale der Liechtensteinischen Landespolizei integriert.

## Rechtsgrundlagen
Rechtsgrundlage für den Bestand und die Organisation sowie Verpflichtungen des Spitals ist das Gesetz vom 21. Oktober 1999 über das Liechtensteinische Landesspital (LLSG). Das Gesetz über die Steuerung und Überwachung öffentlicher Unternehmen findet ergänzend Anwendung.
In Notfalllagen ist zudem das Gesetz vom 26. April 2007 über den Schutz der Bevölkerung (Bevölkerungsschutzgesetz) heranzuziehen. Das Spital hat dabei periodisch die Funktionsfähigkeit der internen Notfall- und Einsatzplanung zu überprüfen und ist für die Aktualisierung verantwortlich.
Daneben bestehen noch die Statuten der Stiftung, das Organisationsreglement, die Eignerstrategie, der Leistungsauftrag und die einschlägigen Tarifverträge.
Das Spital ist innerhalb der liechtensteinischen Regierung dem Ministerium für Gesellschaft zugeordnet.

## Finanzierung
Das Landesspital finanziert seine Aufgaben gemäss Art 5 LLSG durch
- Entgelt für Dienstleistungen von Patienten und Versicherern;
- einen Landesbeitrag;
- weitere Einnahmen.

Der Landesbeitrag wird als Globalkredit gewährt. Das Land Liechtenstein stellt bei Bedarf ein zu verzinsendes Betriebsdarlehen zur Verfügung und übernimmt bei Bedarf weitere Investitionskosten. Der Landesbeitrag betrug für das Jahr 2014 7'394'000 Schweizer Franken.
Bis 2009 wurden die Betriebsdefizite der Stiftung Liechtensteinisches Landesspital vom Land getragen und das Land konnte den jährlichen Betriebsbeitrag in Form eines Globalkredites ausrichten.

## Publikationen
Meistens erscheint drei bis viermal jährlich die Hauszeitung des Liechtensteinisches Landesspitals in einer Auflage von 400 Exemplaren (Herausgeberin Liechtensteinisches Landesspital).
Jährlich wird vom Stiftungsrat ein Geschäftsbericht herausgegeben.